# Mohammad Reza Esfahani
Pour les articles homonymes, voir Esfahani.
Mohammad Reza Esfahani, fils de Hossein Banai, est un architecte persan de la période séfévide.
Son œuvre la plus remarquable est la mosquée du Cheikh Lotfallah, à l'est de la place Naghch-e Djahan, à Ispahan, construite sous le règne du shah Abbas Ier sur une période de 16 ans, entre 1603 et 1619.

## Bibliograhie
- (fa) حقیقت (رفیع)، عبدالرفیع (۱۳۸۳). فرهنگ هنرمندان ایرانی، از آغاز تا امروز. تهران: کومش (ISBN 978-464-7000-34-0)